# Plangiola
Plangiola is een geslacht van rechtvleugeligen uit de familie sabelsprinkhanen (Tettigoniidae). De wetenschappelijke naam van dit geslacht is voor het eerst geldig gepubliceerd in 1906 door Bolívar.

## Soorten
Het geslacht Plangiola  is monotypisch en omvat slechts de volgende soort:
- Plangiola herbacea (Bolívar, 1906)